# Stein (Argovia)
Stein es una comuna suiza del cantón de Argovia, ubicada en el distrito de Rheinfelden. Limita al norte con la comuna Bad Säckingen (DE-BW), al este con Sisseln, al sureste con Münchwilen, al suroeste con Obermumpf, y al oeste con Mumpf. 